# Кованьч
Кованьч (пол. Kowańcz) — село в Польщі, у гміні Карліно Білоґардського повіту Західнопоморського воєводства.
Населення — 196 осіб (2011).
У 1975-1998 роках село належало до Кошалінського воєводства.

## Демографія
Демографічна структура станом на 31 березня 2011 року:
|          | Загалом | Допрацездатний вік | Працездатний вік | Постпрацездатний вік |
| -------- | ------- | ------------------ | ---------------- | -------------------- |
| Чоловіки | 102     | 28                 | 70               | 4                    |
| Жінки    | 94      | 24                 | 51               | 19                   |
| Разом    | 196     | 52                 | 121              | 23                   |